# Chora (distrito)
Chora é um distrito da província de Uruzgan, no Afeganistão. No centro do distrito está a cidade de Chora, com uma população de cerca de 3.000. É uma cidade rural, sem indústria além de gado, agricultura e pequenos comerciantes.
A cerimônia de inauguração foi realizada para abrir oficialmente a cidade Tarin Kowt para a estrada de Chora, 4 de outubro de 2011. O Secretário de estado neerlandês, Ben Knapen, junto com o governador da província Uruzgan, Mohammed Sherzad, realizou a cerimônia de inauguração para celebrar a conclusão da construção da estrada que vai conectar melhor o distrito Chora com a capital provincial, cortando o tempo de viagem entre os dois em mais da metade.
Perfil do distrito:
- Aldeias: 100
- Escolas: 21 primárias, 2 escolas de ensino médio.
- Centros de saúde: 1.